# Abri de pique-nique

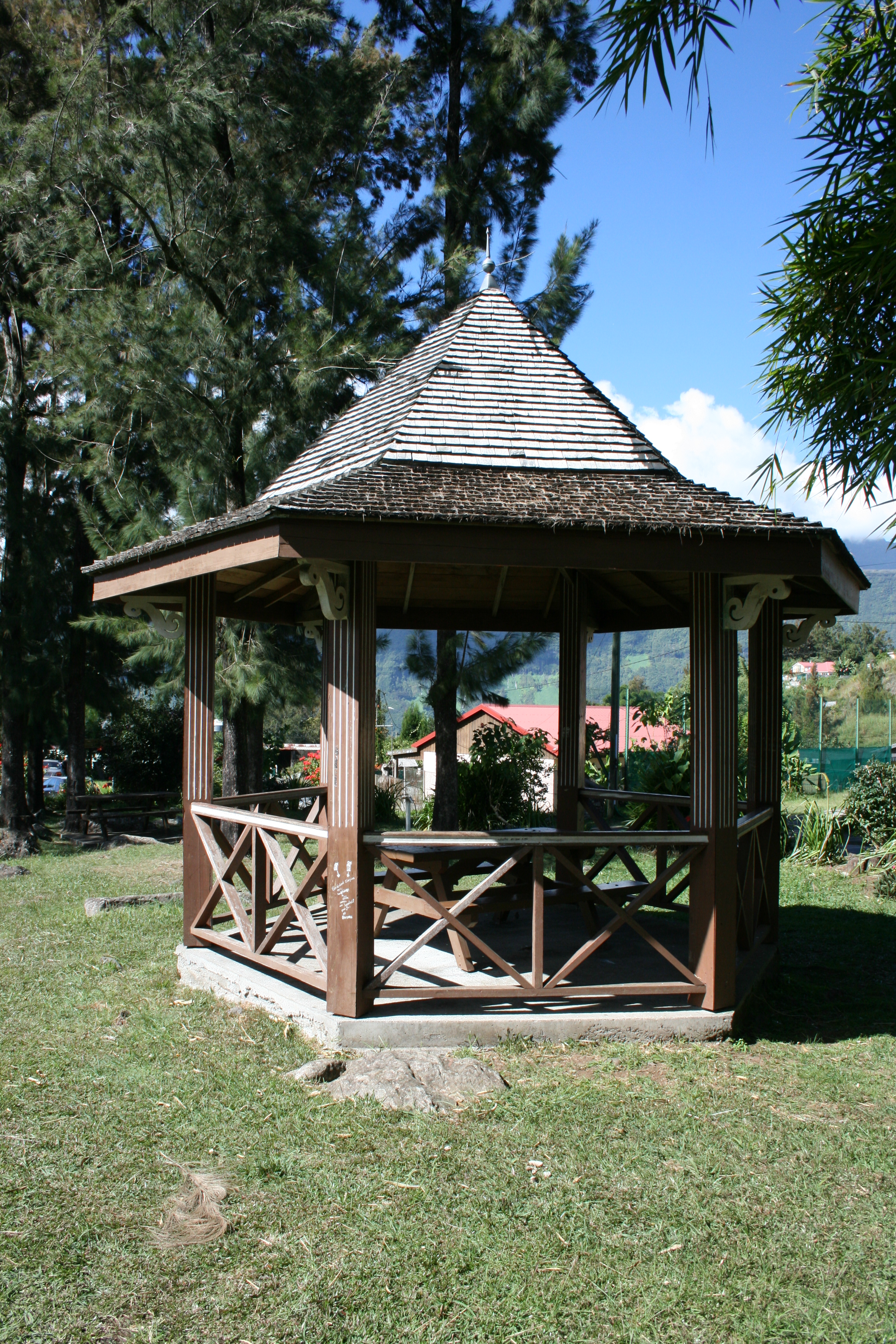
Abri de pique-nique au col Carozin, à La Réunion.

Un abri de pique-nique est une construction destinée à accueillir des pique-niqueurs le temps de leur repas. Souvent situé en un site naturel agréable, il se présente généralement sous la forme d'un kiosque ouvert sous le toit duquel se trouve une table et de quoi s'asseoir. Peuvent s'y ajouter des équipements rudimentaires nécessaires à la cuisine, par exemple un barbecue.